# Castel Neuhaus (Val di Tures)
Castel Neuhaus (desuetamente anche Castel Casanova, la traduzione letterale dal tedesco all'italiano, voluta dal fascismo; in tedesco Burg Neuhaus), è un castello medievale che si trova nel territorio comunale di Gais, all'inizio della Val di Tures, in Alto Adige.

## Storia

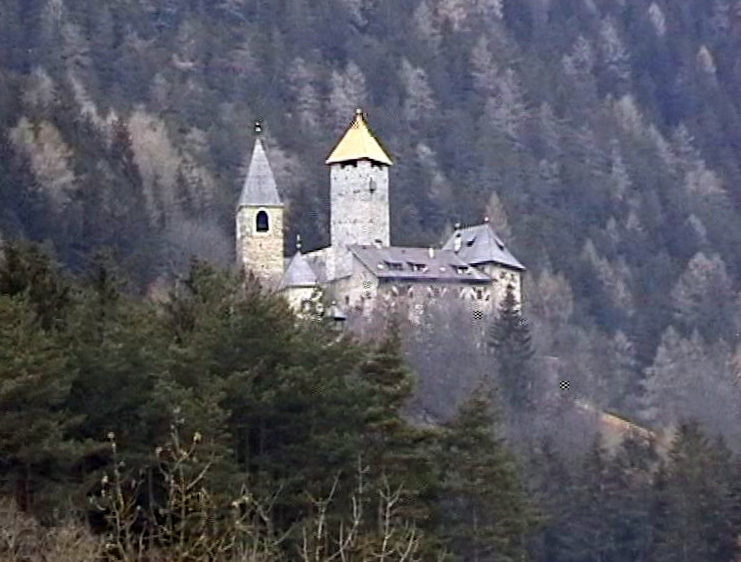
Altra vista del castello

Il castello venne edificato tra il 1240 ed il 1245 dai signori di Taufers, durante i periodi di lotte contro i signori di Rodank. Il termine "Neuhaus" è riferito all'antica sede fortificata di Tures; i signori non risiedevano in questo castello, ma nel Castello di Tures, ben più grande e situato in posizione strategica.
Già nel 1248 il vescovo di Bressanone Egno propugnò la demolizione del castello, ma questa non fu eseguita.
Dopo una serie di cambiamenti di possesso dell'edificio, nel 1914 si iniziò a ricostruire il castello che era andato nel corso dei secoli in decadimento. Si erano tuttavia conservati il mastio e una parte delle mura perimetrali.
Nella piazza inferiore del castello, nel 1601 fu costruita una piccola cappelletta, mentre il palazzo venne ricostruito all'inizio del XX secolo sulla base dell'antica ala residenziale.
Nel 1752 il proprietario conte Künigl fece costruire ai piedi del colle la Pfleghaus ("casa del curatore"), in stile barocco.
Alla fine del secolo, la famiglia di artisti Bacher divenne proprietaria della Pfleghaus, rendendola un vero e influente laboratorio artistico.
Infine, nel 1924 il conte Cäsar Straßaldo-Grafenberg acquistò la proprietà, dandole l'attuale aspetto.
Durante la sua storia, non sempre pacifica, il castello ha ospitato negli anni 1422-1426, Oswald von Wolkenstein, uno dei poeti e compositori maggiormente noti del primo XV secolo nella zona del Tirolo. Egli cantava il paesaggio e le belle donne della valle di Tures.
Durante il periodo della seconda guerra mondiale trovò rifugio al castello il poeta statunitense Ezra Pound, assieme alla sua famiglia.
Attualmente il castello è di proprietà privata ed appartiene a Siegfried Hofer, uno dei figli della famiglia contadina Brugger di Lutago.

## I cavalieri del castello
Per mantenere viva la storia e le tradizioni del castello, anche al giorno d'oggi, periodicamente i Cavalieri di Castel Neuhaus si incontrano per le loro cene, proprio come in antichità facevano i loro precursori, quando celebravano le loro vittorie.

## Il castello oggi
Il castello ospita periodicamente mostre d`arte, manifestazioni teatrali e musicali. È possibile usufruire di alcuni locali del castello per celebrare feste come matrimoni e battesimi.